# Cel mai bun marcator al Ligii Campionilor EHF
Cel mai bun marcator al Ligii Campionilor EHF este un titlu desemnat anual de către Federația Europeană de Handbal (EHF), cu începere din sezonul 1993/94, handbalistului care marchează cele mai multe goluri în ediția Liga Campionilor EHF din anul respectiv. Titlul se stabilește atât la masculin cât și la feminin, și are la bază cumularea numărului de goluri înscrise în fazele superioare ale competiției (faza grupelor, grupele principale și fazele eliminatorii). Nu sunt luate în calcul golurile înscrise în calificările pentru fazele superioare ale Ligii Campionilor EHF

## Masculin

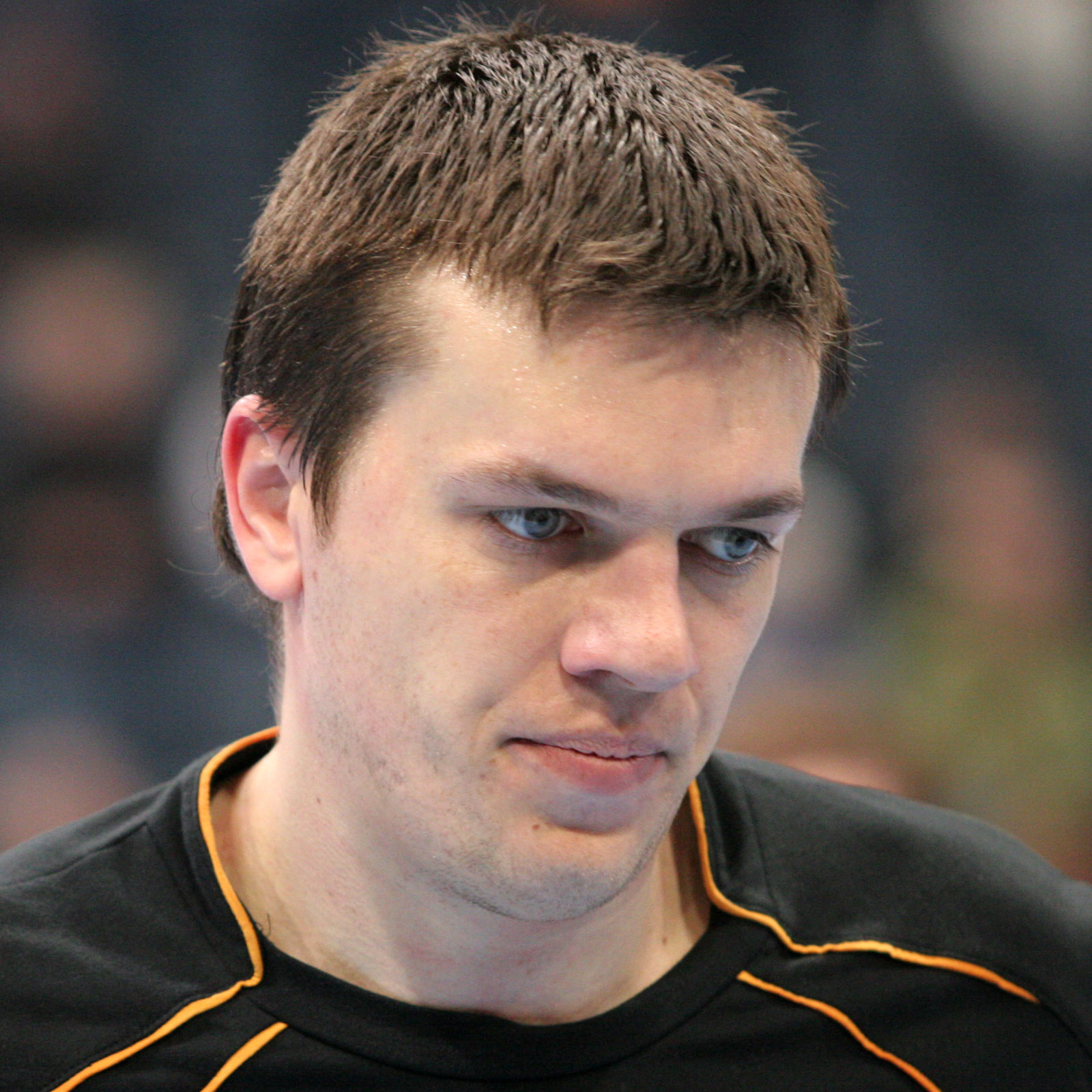
Serghei Rutenka, cel mai bun marcator în 2004 și 2005

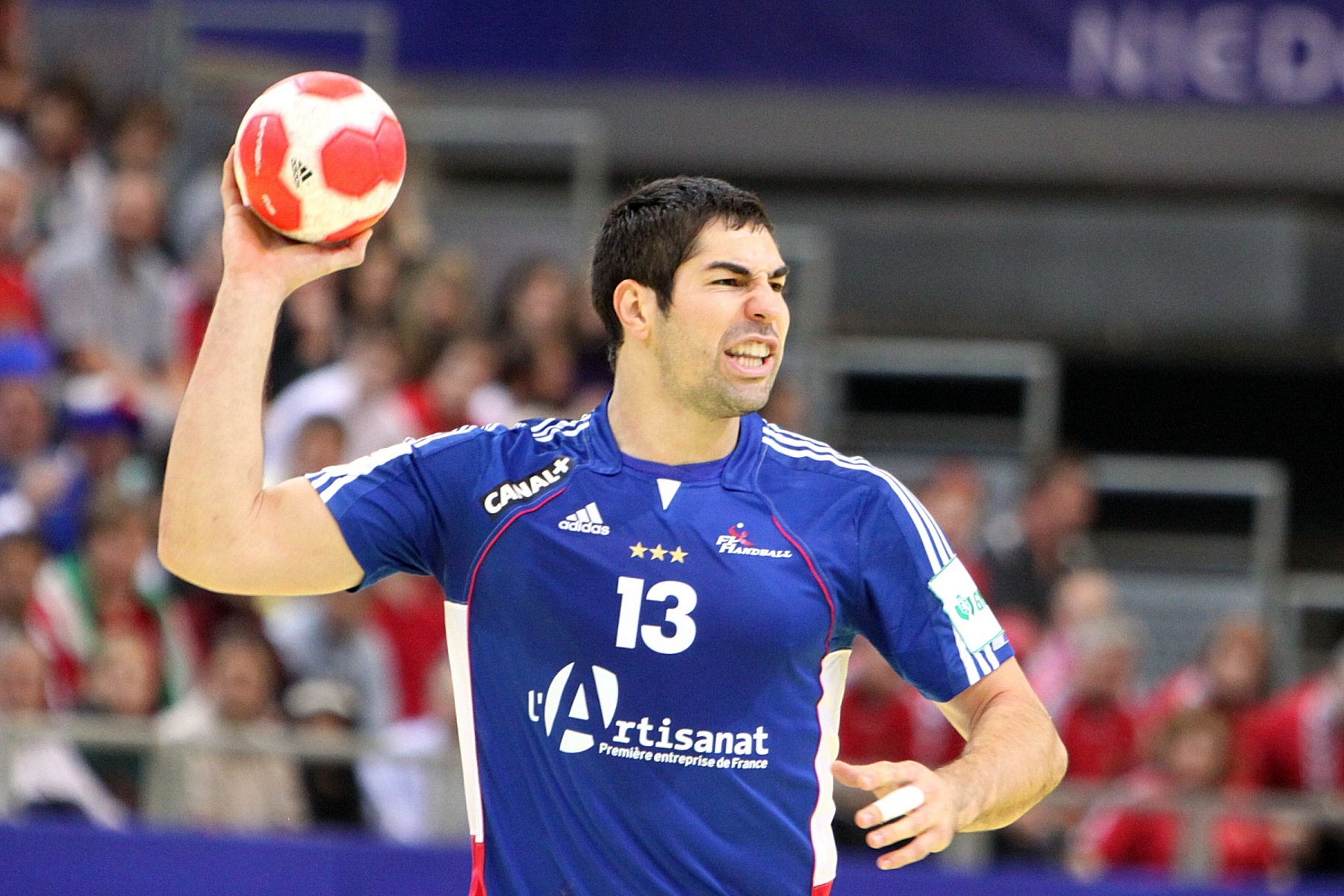
Nikola Karabatić, cel mai bun marcator în 2003 și 2007

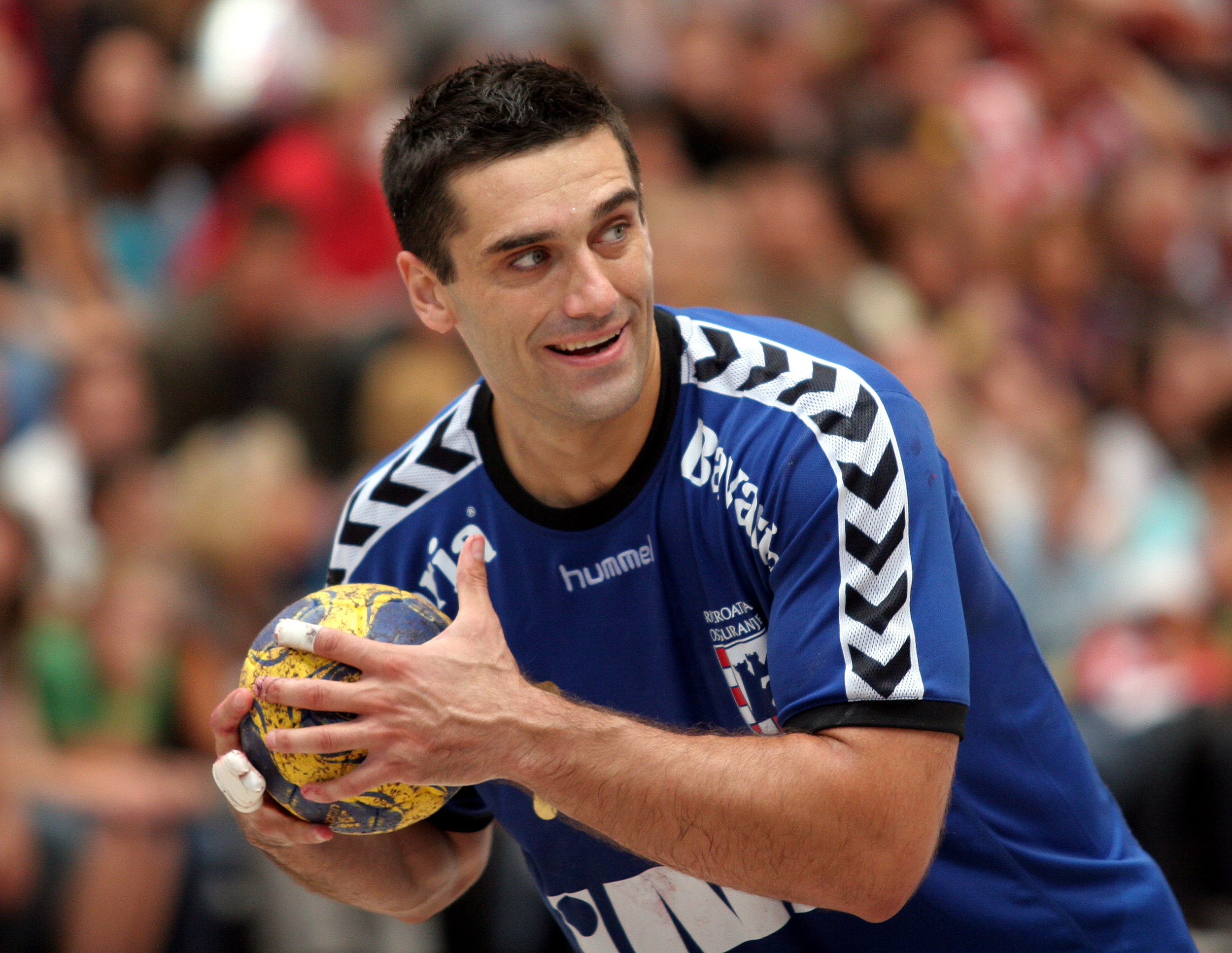
Kiril Lazarov, cel mai bun marcator în 2006 și 2008

| Sezon     | Golgheter               | Club                  | Goluri |
| --------- | ----------------------- | --------------------- | ------ |
| 1993-1994 | Mihail Iakimovici       | TEKA Santander        | 13     |
| 1994-1995 | Nenad Peruničić         | Elgorriaga Bidasoa    | 14     |
| 1995-1996 | Enric Masip Borrás      | FC Barcelona          | 13     |
| 1996-1997 | Mateo Garralda Larumbe  | FC Barcelona          | 13     |
| 1997-1998 | Zlatko Saračević        | Badel 1862 Zagreb     | 13     |
| 1998-1999 | Rafael Guijosa Castillo | FC Barcelona          | 14     |
| 1999-2000 | Nikolaj Jacobsen        | THW Kiel              | 14     |
| 2000-2001 | Mihail Iakimovici       | Portland San Antonio  | 15     |
| 2001-2002 | Ólafur Stefánsson       | Sportclub Magdeburg   | 16     |
| 2002-2003 | Nikola Karabatić        | Montpellier HB        | 16     |
| 2003-2004 | Serghei Rutenka         | Celje Pivovarna Lasko | 73     |
| 2004-2005 | Serghei Rutenka         | Celje Pivovarna Lasko | 95     |
| 2005-2006 | Kiril Lazarov           | MKB Veszprém KC       | 85     |
| 2006-2007 | Nikola Karabatić        | THW Kiel              | 89     |
| 2007-2008 | Kiril Lazarov           | RK Croatia Zagreb     | 96     |
| 2008-2009 | Filip Jícha             | THW Kiel              | 99     |
| 2009-2010 | Filip Jícha             | THW Kiel              | 119    |
| 2010-2011 | Uwe Gensheimer          | Rhein-Neckar Löwen    | 118    |
| 2011-2012 | Mikkel Hansen           | AG København          | 98     |
| 2012-2013 | Hans Lindberg           | HSV Hamburg           | 101    |
| 2013-2014 | Momir Ilić              | MKB Veszprém KC       | 103    |
| 2014-2015 | Momir Ilić              | MKB Veszprém KC       | 114    |
| 2015-2016 | Mikkel Hansen           | PSG Handball          | 141    |
| 2016-2017 | Uwe Gensheimern         | PSG Handball          | 115    |
| 2017-2018 |                         |                       |        |

## Feminin

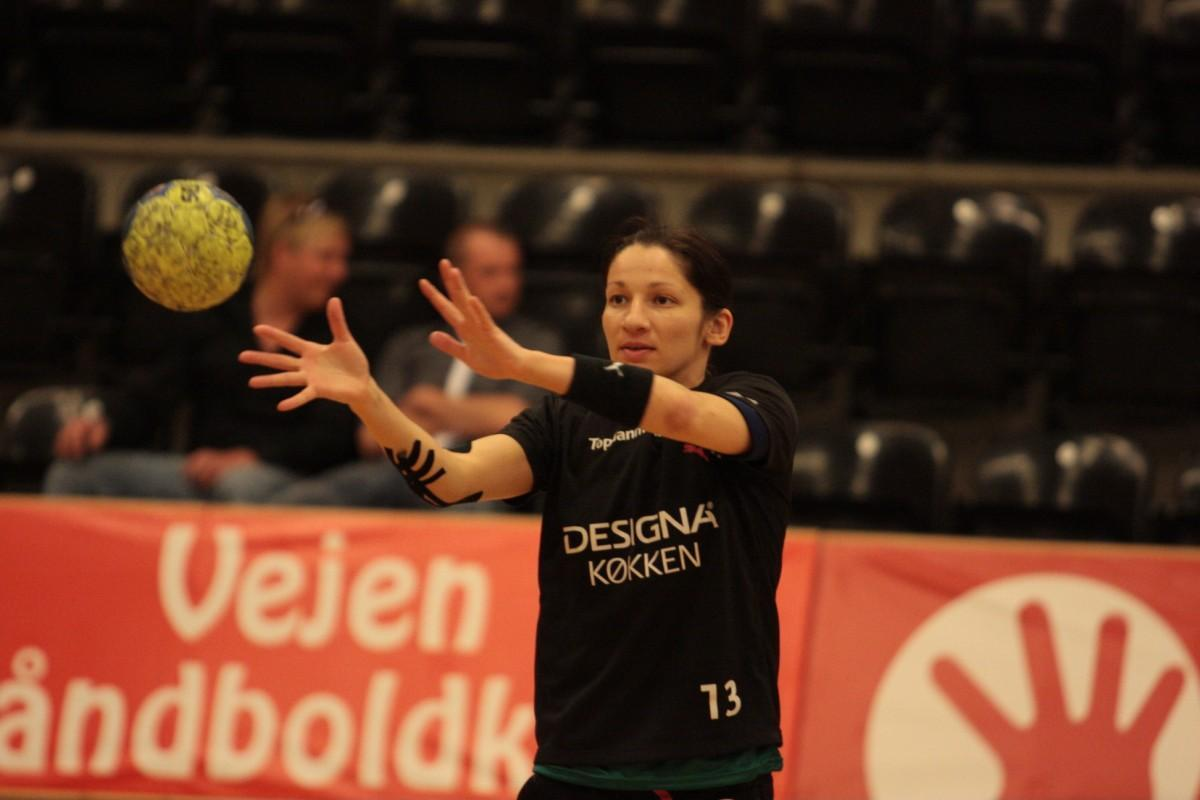
Cristina Vărzaru, cea mai bună marcatoare în 2010

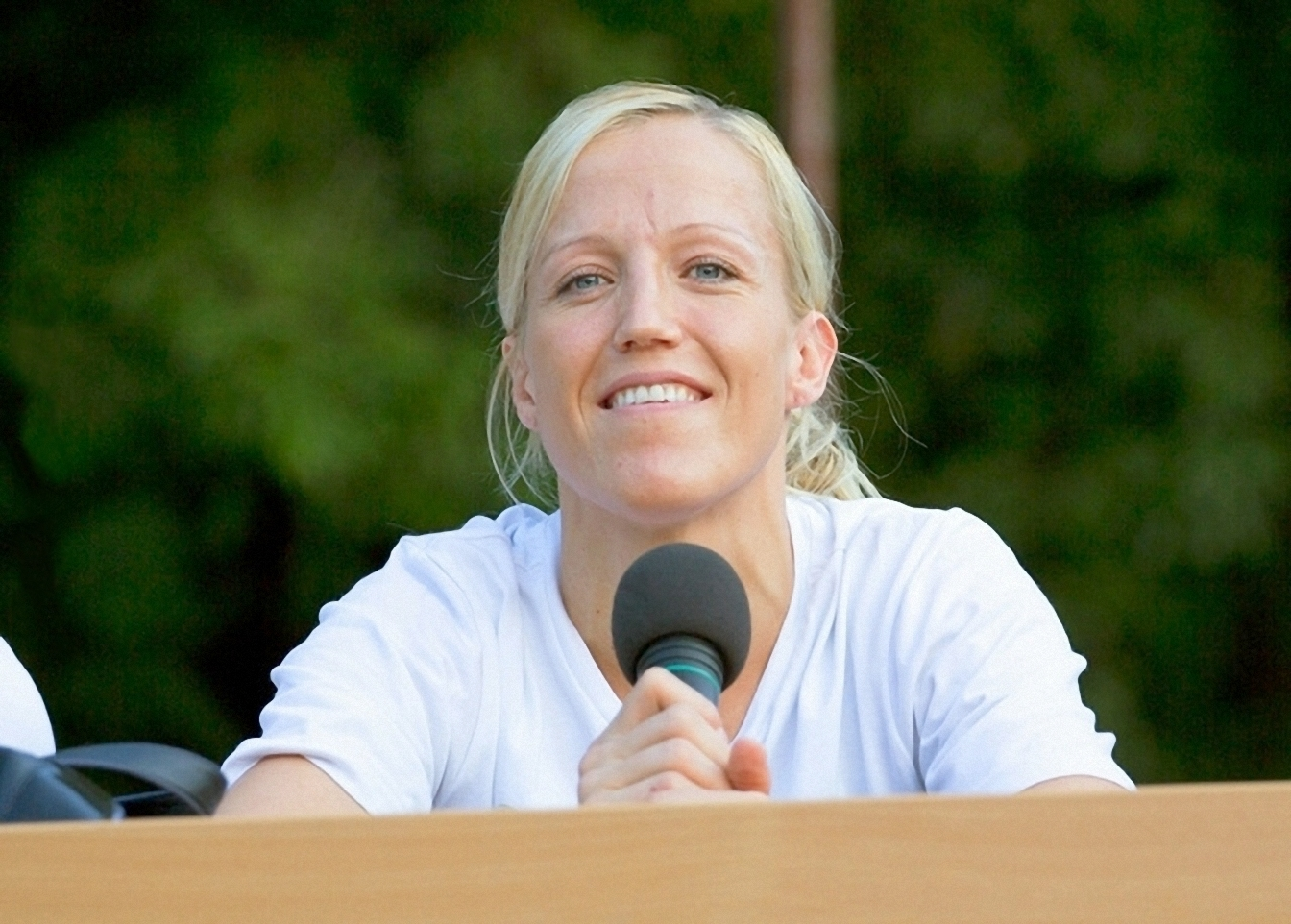
Heidi Løke, cea mai bună marcatoare în 2011

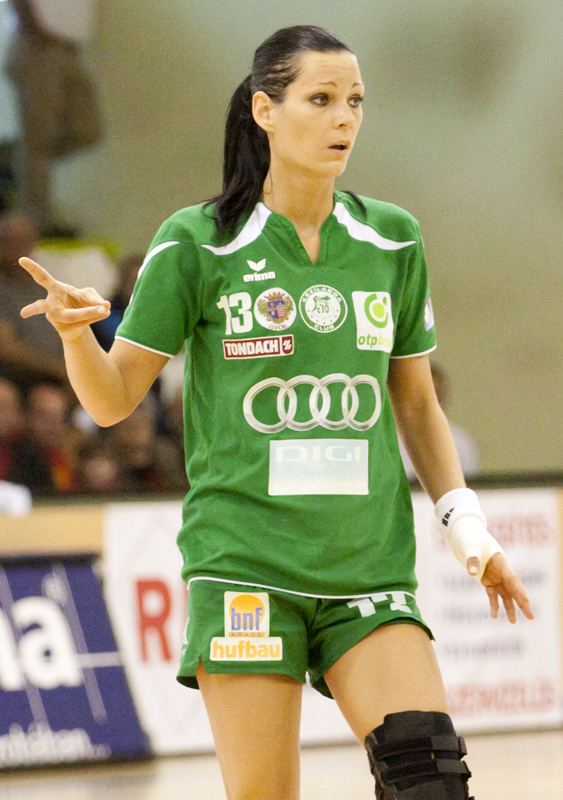
Anita Görbicz, cea mai bună marcatoare în 2012

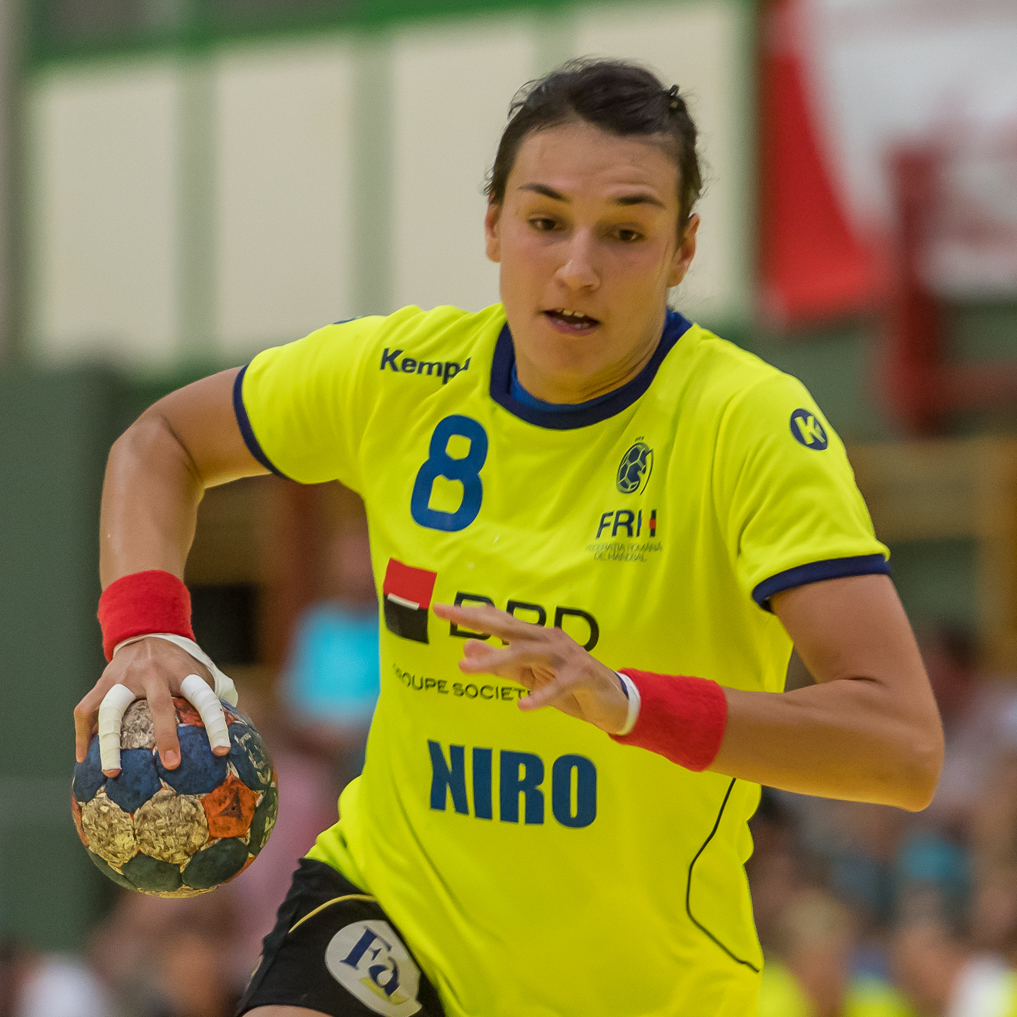
Cristina Neagu, cea mai bună marcatoare în 2018

| Sezon     | Golgheter          | Club                       | Goluri |
| --------- | ------------------ | -------------------------- | ------ |
| 1993-1994 |                    |                            |        |
| 1994-1995 | Iris Morhammer     | Hypo Niederösterreich      | 11     |
| 1995-1996 | Ausra Fridrikas    | Hypo Niederösterreich      | 15     |
| 1996-1997 | Natalia Morskova   | Mar Valencia               | 25     |
| 1997-1998 | Ausra Fridrikas    | Hypo Niederösterreich      | 11     |
| 1998-1999 |                    |                            |        |
| 1999-2000 | Ausra Fridrikas    | Hypo Niederösterreich      | 21     |
| 2000-2001 | Heidi Holme Astrup | Viborg HK A/S              | 20     |
| 2001-2002 | Olga Buianova      | Kometal ĐP Skopje          | 14     |
| 2002-2003 | Natalia Morskova   | El Osito L'Eliana Valencia | 19     |
| 2003-2004 | Bojana Popović     | Slagelse DT                | 98     |
| 2004-2005 | Tatjana Logvin     | Hypo Niederösterreich      | 85     |
| 2005-2006 | Natalia Derepasko  | RK Krim Ljubljana          | 86     |
| 2006-2007 | Bojana Popović     | Slagelse DT                | 96     |
| 2007-2008 | Timea Tóth         | Hypo Niederösterreich      | 127    |
| 2008-2009 | Grit Jurack        | Viborg HK                  | 113    |
| 2009-2010 | Cristina Vărzaru   | Viborg HK                  | 101    |
| 2010-2011 | Heidi Løke         | Larvik HK                  | 99     |
| 2011-2012 | Anita Görbicz      | Győri Audi ETO KC          | 133    |
| 2012-2013 | Zsuzsanna Tomori   | FTC-Rail Cargo Hungaria    | 95     |
| 2013-2014 | Anita Görbicz      | Győri Audi ETO KC          | 87     |
| 2014-2015 | Cristina Neagu     | ŽRK Budućnost              | 102    |
| 2014-2015 | Andrea Penezić     | ŽRK Vardar                 | 102    |
| 2015-2016 | Isabelle Gulldén   | CSM București              | 108    |
| 2016-2017 | Andrea Penezić     | ŽRK Vardar                 | 98     |
| 2017-2018 | Cristina Neagu     | CSM București              | 110    |